# Мирон Куропась
Мирон Степанович Куропась (нар. 15.11.1932, Чикаго) — американський науковець та вчитель українського походження, журналіст, видавець, державний службовець. Український громадський діяч у США. Віце-президент Українського Народного Союзу. У 1976 році у президента США вперше з'явився спеціальний асистент "для етнічних справ". Ним став українець з Чикаго Мирон Куропась.

## З біографії
Народився 15 листопада 1932 року. Працював директором середньої школи в Чикаго та в ДеКалб, викладав в Університеті Ілліною Норсвестерн та читав курси лекцій в Київському національному університеті імені Тараса Шевченка, Києво-Могилянській академії, Острозькій академії (2006 йому присвоєно звання почесного доктора Острозької академії). У 1983–1984 рр. Куропась активно пропагував ідею створення Комітету з вивчення голоду, був заступником голови Украı̈нського народного союзу та співробітником видання «Український тижневик». 20 березня 1983 р. за безпосередньої̈ участі Куропась вийшов спеціальний випуск до 50-ліття Великого голоду. Куропась постійно спілкувався з американськими конгресменами, переконував їх у необхідності розслідування причин Голодомору в Украıні. Наприкінці 1984 р. законопроєкт про створення Комісіı̈ був підтриманий чвертю голосів Палати Представників Конгресу США. Українська громада пропонувала Куропасю очолити Комісію, але він запропонував кандидатуру Дж.Мейса. Куропась став активним членом новоствореноı̈ структури, проводив учительські конференціı в Іллінойсі, Вісконсині, Мічигані, Колорадо, Нью-Джерсі, Коннектикуті, Аризоні, підготував посібник і буклети для педагогів –«Примусовий голод в Украı̈ні 1932–1933: Навчальна програма і практичний посібник з джерел для просвітян».На початку 1980-х був спеціальним помічником Президента Джеральда Р. Форда в Білому Домі, а також помічником із законотворення Сенатора Боба Доля в Сенаті США у Вашингтоні.

### Кар'єрна траекторія
Навчався в університеті Лойола та університеті Рузвельта.
У 1974 році в Чиказькому університеті захистив докторську дисертацію «Українська спадщина в Америці».
Був активним членом Республіканської партії США, регіональним директором її програми діяльності (1971–75).
Працював в Адміністрації президента США (радник Президента Джеральда Форда з питань міжнаціональної політики).
У 1986 році провів у Чикаго першу в США учительську конференцію про Голодомор 1932–33 років в Україні. З 1986 ро 1990 рр.. входив до комісії дослідників голоду в Україні 1932–33 рр.. при Конгресі США. 
З 1988 до 2006 був професором та читав лекції в Іллінойському університеті, а також Київському університеті імені Тараса Шевченка, Національних університетах «Києво-Могилянська академія» й «Острозька академія» (від 2006 — почесний доктор).

## Творчий доробок
Доктор Мирон Куропась — автор ряду книг про українську імміграцію в США. Дописує у щомісячну колонку Українського Тижня — виданні УНА, а також в українську газету Канади «Новий Шлях». Автор книги «Українці в Америці».
Окремі видання і публікації:
- The Saga of Ukraine: An Outline History. Chicago, 1960;
- The Ukrainians in America. Minneapolis, 1972;
- To Preserve a Heritage: The Story of the Ukrainian Immigration in the United States. New York, 1984;
- Історія української імміграції в Америці. Збереження культурної спадщини. Нью-Йорк, 1984 (у співавт.);
- Українські піонери американських прерій: українці в Чикаго й Ілліной. 1890–1948. В кн.: Українці в Чикаго й Ілліной в Тисячоліття Хрещення України: Збірник-довідник. Чикаго, 1989;
- The Ukrainian Americans. Roots and Aspirations. 1884–1954. Toronto, 1991;
- Ukrainian-American Citadel: The First Hundred Years of the Ukrainian National Association. Colorado, 1996 (переклад: Українсько-американська твердиня. Перші сто років Українського народного союзу. Острог—Чикаго, 2004).